# Manuel Blum

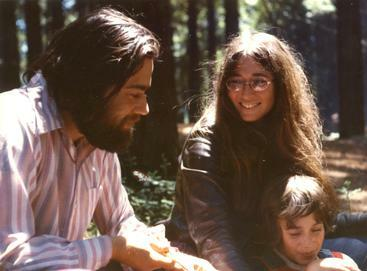
Manuel Blum z żoną Lenore i synem Avrimem

Manuel Blum (ur. 26 kwietnia 1938 w Caracas, Wenezuela) – wenezuelski informatyk, laureat nagrody Turinga w 1995 roku za wkład w rozwój teorii złożoności obliczeniowej oraz jej zastosowań w kryptografii i weryfikacji formalnej.